# Circondario del Leipziger Land
Il circondario del Leipziger Land era un circondario tedesco, esistito dal 1994 al 2008. Era parte del Land della Sassonia; la sede amministrativa era posta nella città di Borna.

## Storia
Il circondario del Leipziger Land fu creato nel 1994 nell'ambito della riforma amministrativa dei circondari della Sassonia.
Fu composto unendo il circondario di Borna, il circondario di Geithain e il circondario Leipzig-Land.
Il 1º agosto 2008 il circondario del Leipziger Land fu unito con il circondario del Muldental a formare il nuovo circondario di Lipsia.

## Suddivisione (al 31 luglio 2008)
Al momento della soppressione facevano parte del circondario i seguenti città e comuni:
(Abitanti al 31 dicembre 2006)
Città
1. Böhlen (6.943)
2. Borna (22.077)
3. Frohburg (7.821)
4. Geithain (6.205)
5. Groitzsch (8.425)
6. Kitzscher (5.905)
7. Kohren-Sahlis (3.060)
8. Markkleeberg (23.913)
9. Markranstädt (15.525)
10. Pegau (4.751)
11. Regis-Breitingen (4.270)
12. Rötha (4.065)
13. Zwenkau (8.929)

Comuni
1. Deutzen (2.020)
2. Elstertrebnitz (1.472)
3. Espenhain (2.682)
4. Eulatal (3.527)
5. Großpösna (5.544)
6. Kitzen (1.989)
7. Narsdorf (1.855)
8. Neukieritzsch (5.974)

Verwaltungsgemeinschaft (comunità amministrative)
- Verwaltungsgemeinschaft Frohburg: comuni di Frohburg und Eulatal
- Verwaltungsgemeinschaft Geithain: comuni di Geithain und Narsdorf
- Verwaltungsgemeinschaft Pegau: comuni di Elstertrebnitz, Kitzen und Pegau
- Verwaltungsgemeinschaft Regis-Breitingen: comuni di Deutzen und Regis-Breitingen
- Verwaltungsgemeinschaft Rötha: comuni di Espenhain und Rötha